# Церковь Преображения Господня (Зеленогорск)
Церковь Преображения Господня — евангелическо-лютеранский храм в Зеленогорске, построенная по проекту Йозефа Стенбека в 1907—1908 годах. Находится под юрисдикцией Церкви Ингрии.

## История
Финский евангелическо-лютеранский приход в Териоках возник ещё в 1904 году. В 1907—1908 годах по проекту архитектора Йозефа Стенбека была построена каменная евангелическо-лютеранская церковь, освящённая в 1908 году.
В 1940 году её колокольню разрушили, а в мае 1944 года была закрыта и сама церковь. Её помещение было переоборудовано под кинотеатр «Победа».
8 декабря 1990 года в Зеленогорске официально возрождён евангелическо-лютеранский приход.
В 2001—2002 годах по проекту архитектора А. В. Васильева и инженера Е. М. Гришиной здание церкви полностью отреставрировано с воссозданием колокольни.
При кирхе есть небольшое финское кладбище. В кирхе регулярно проводятся концерты классической музыки. Так, начиная с 2004 года, каждое лето (обычно в июле — августе) по воскресным дням здесь проходит ежегодный международный музыкальный фестиваль «Лето в Терийоки» (художественный руководитель — заслуженный работник культуры Российской Федерации В. А. Шляпников).
В честь благополучного окончания реконструкции и 100-летнего юбилея постройки, 14 сентября 2008 года епископом Церкви Ингрии Арри Кугаппи было произведено новое торжественное освящение церкви. Православная церковь Иконы Божьей Матери Казанской подарила средства на приобретение новой церковной мебели, что послужило образцом добрососедского сосуществования общин с различными религиозными взглядами. Во время торжественной мессы играл орган, пел вокальный квартет, горели свечи, с речами выступали гости, меценаты, руководители общин.

## Духовенство
| Настоятели церкви  | Настоятели церкви          |
| Даты               | Настоятель                 |
| ------------------ | -------------------------- |
| 1903—1923          | пастор Тойво Бруммер       |
| 1924—1935          | пастор Онни Хямяляйнен     |
| 1936—1944          | пастор Вяйне Мутру         |
| 1944—2001          | церковь не действовала     |
| 2001—2002          | пастор Олег Севастьянов    |
| 2002—2006          | пастор Александр Асонов    |
| 2006 — 2011        | пастор Александр Кудрявцев |
| 2011 — 2015        | пастор Дмитрий Галахов     |
| 2015 — наст. время | пастор Алексей Белоусов    |

## Памятник архитектуры
Кирха — объект культурно-исторического наследия России регионального уровня охраны на основании нормативных актов:
- Закон Санкт-Петербурга № 141/47 от 02.07.1997
- Указ Президента РФ № 452 от 05.05.1997
- Решение Исполкома Ленгорсовета № 963 от 05.12.1988

По итогам петербургского конкурса 2010 года территория евангелической церкви признана лучшей в номинации «Самый благоустроенный объект культуры и культурного наследия».

## Галерея

История Кирхи
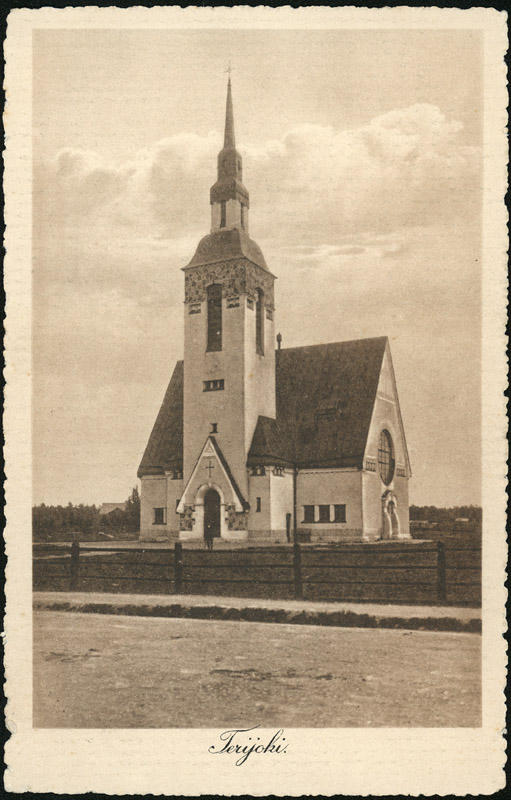
Фото 1910-х годов
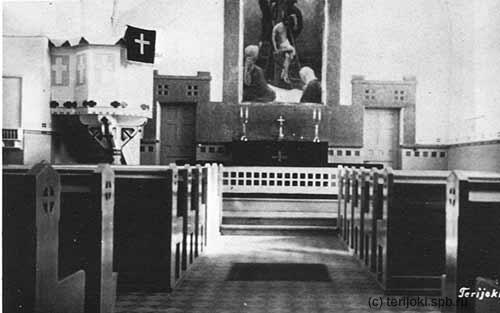
Интерьер. Фото 1908 года
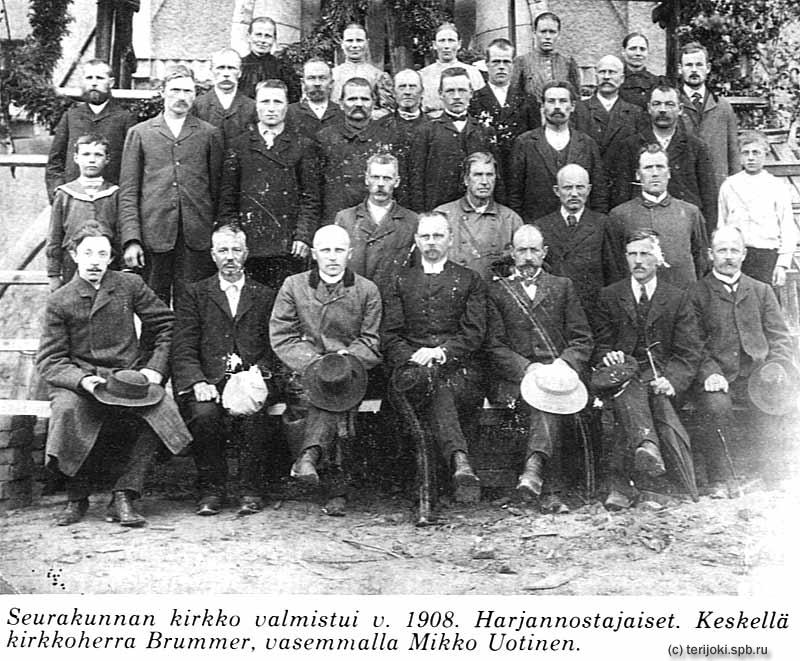
Праздник в честь подведения постройки под крышу. В центре настоятель церковного прихода Бруммер, слева Микко Уотинен. Фото 1908 года
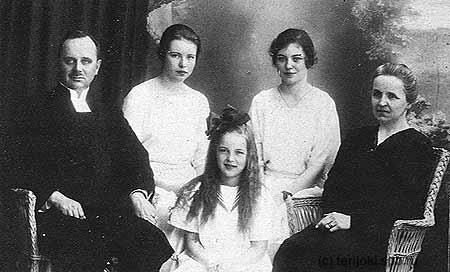
Настоятель церкви Тойво Бруммер с семьёй

Кирха сегодня
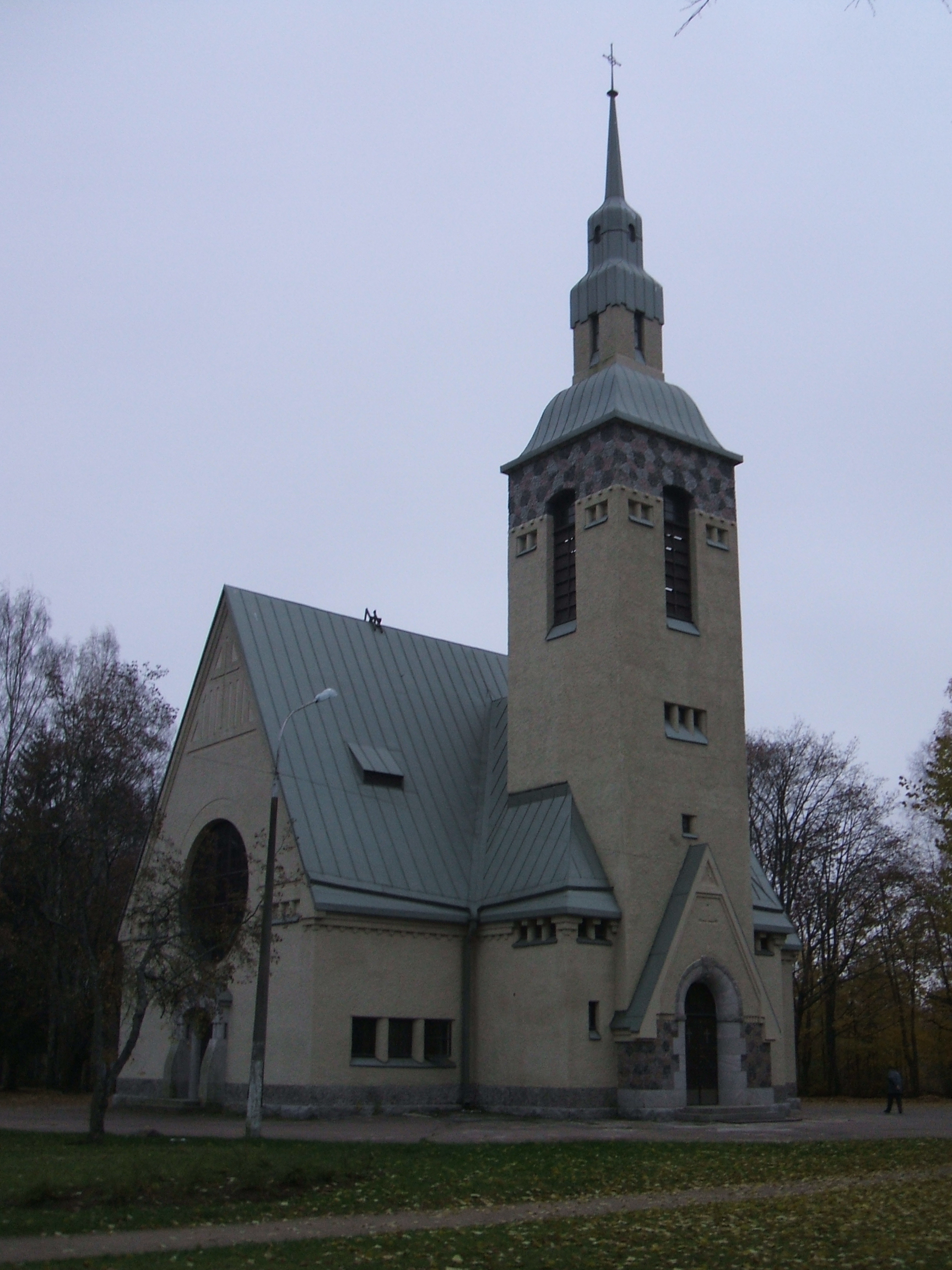
Северный фасад
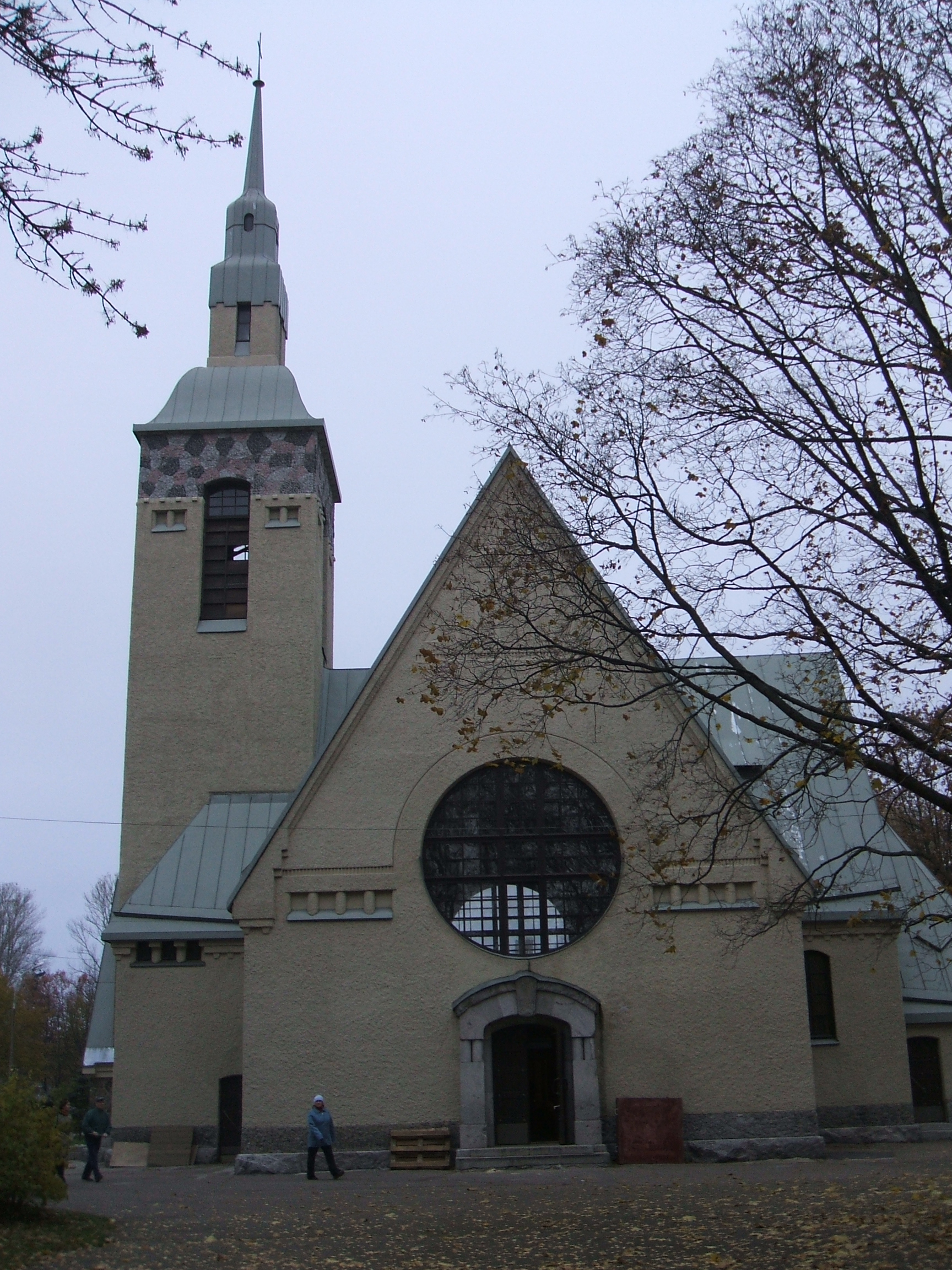
Западный фасад
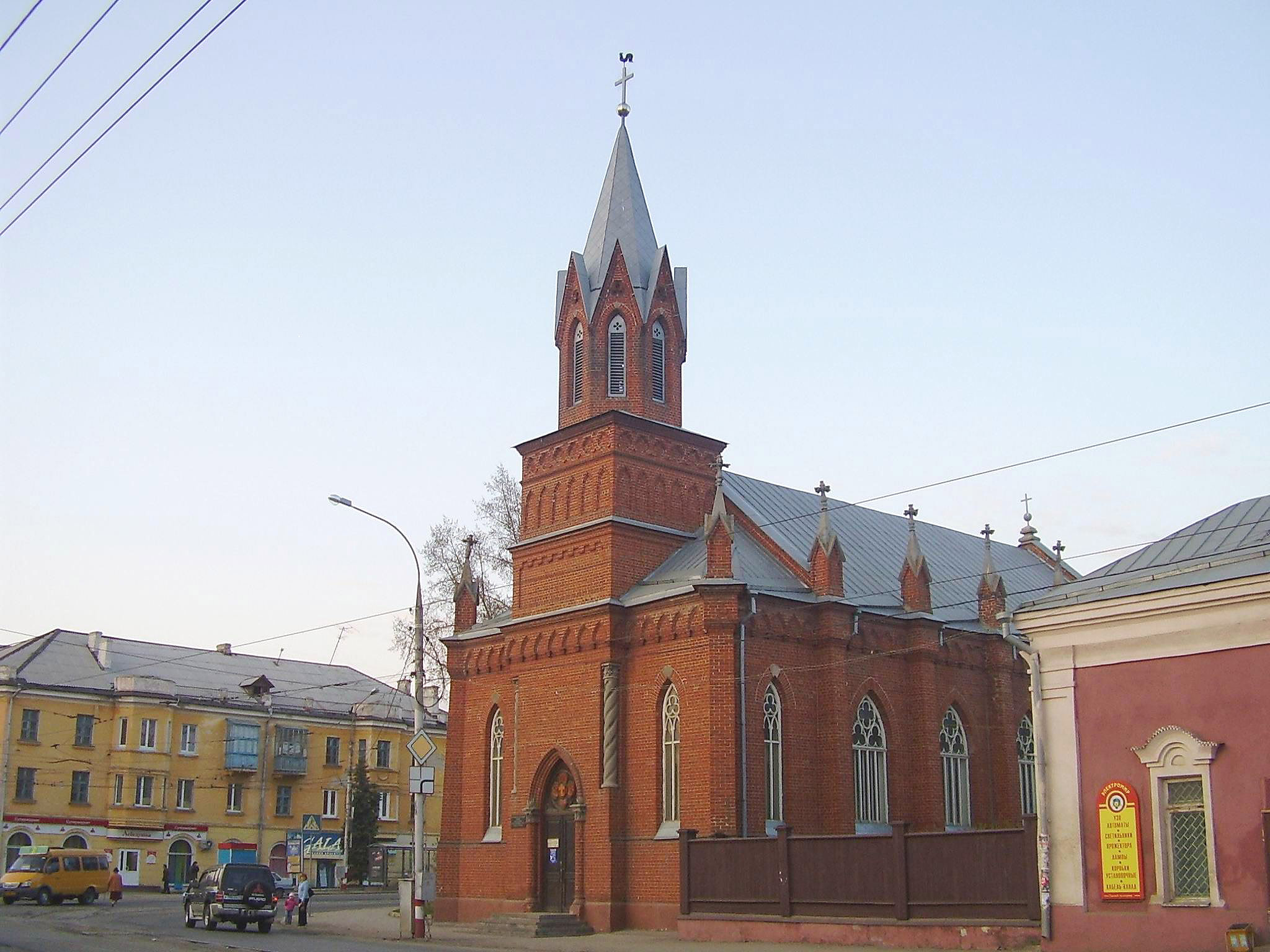
Памятник примирения
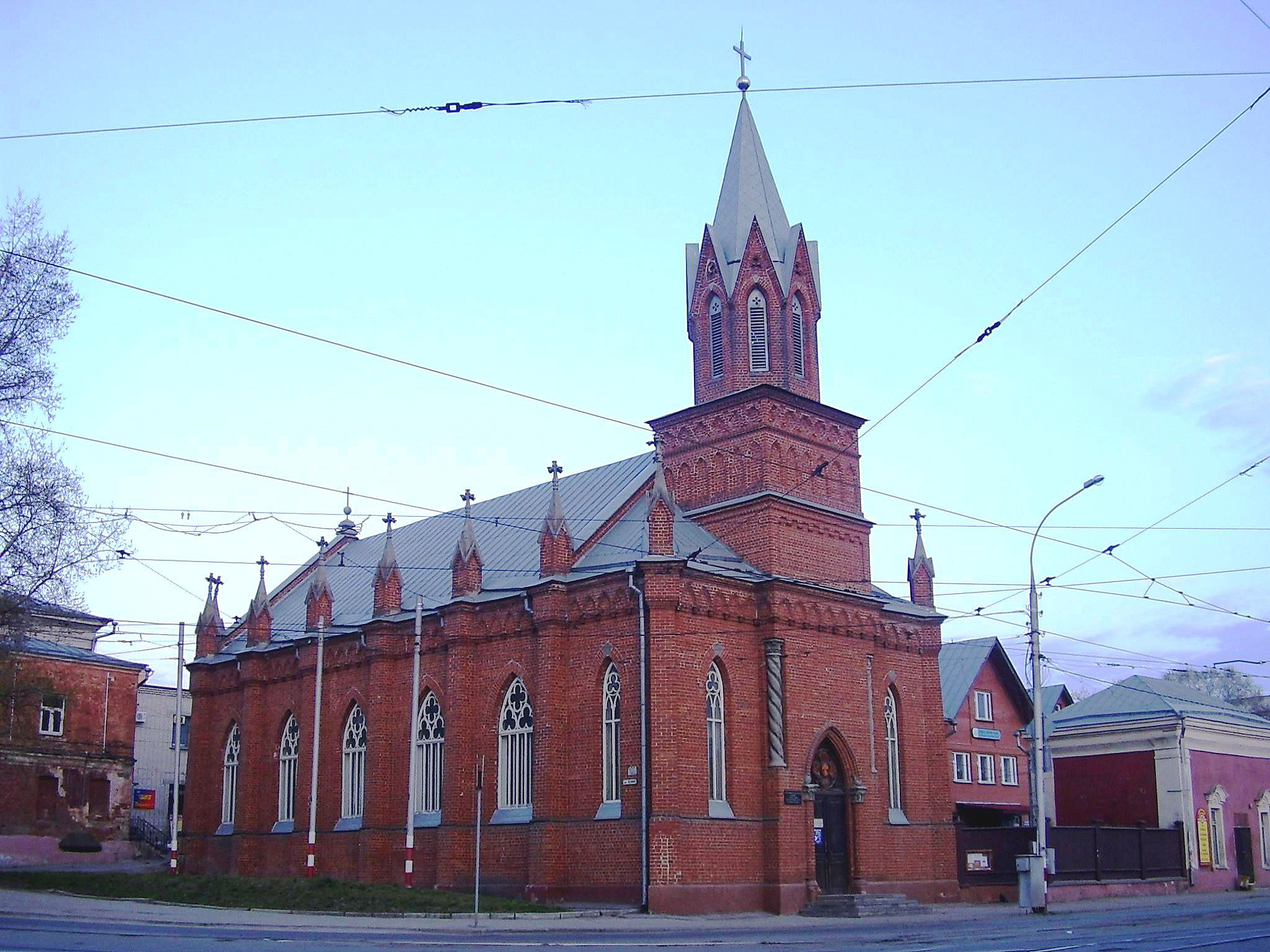
Внутреннее убранство

Памятник примирения посвящён участникам советско-финской войны 1939—1940 годов. Скульптор А. А. Аветисян. Открыт 26 июля 2004 года.

## Памятник павшим

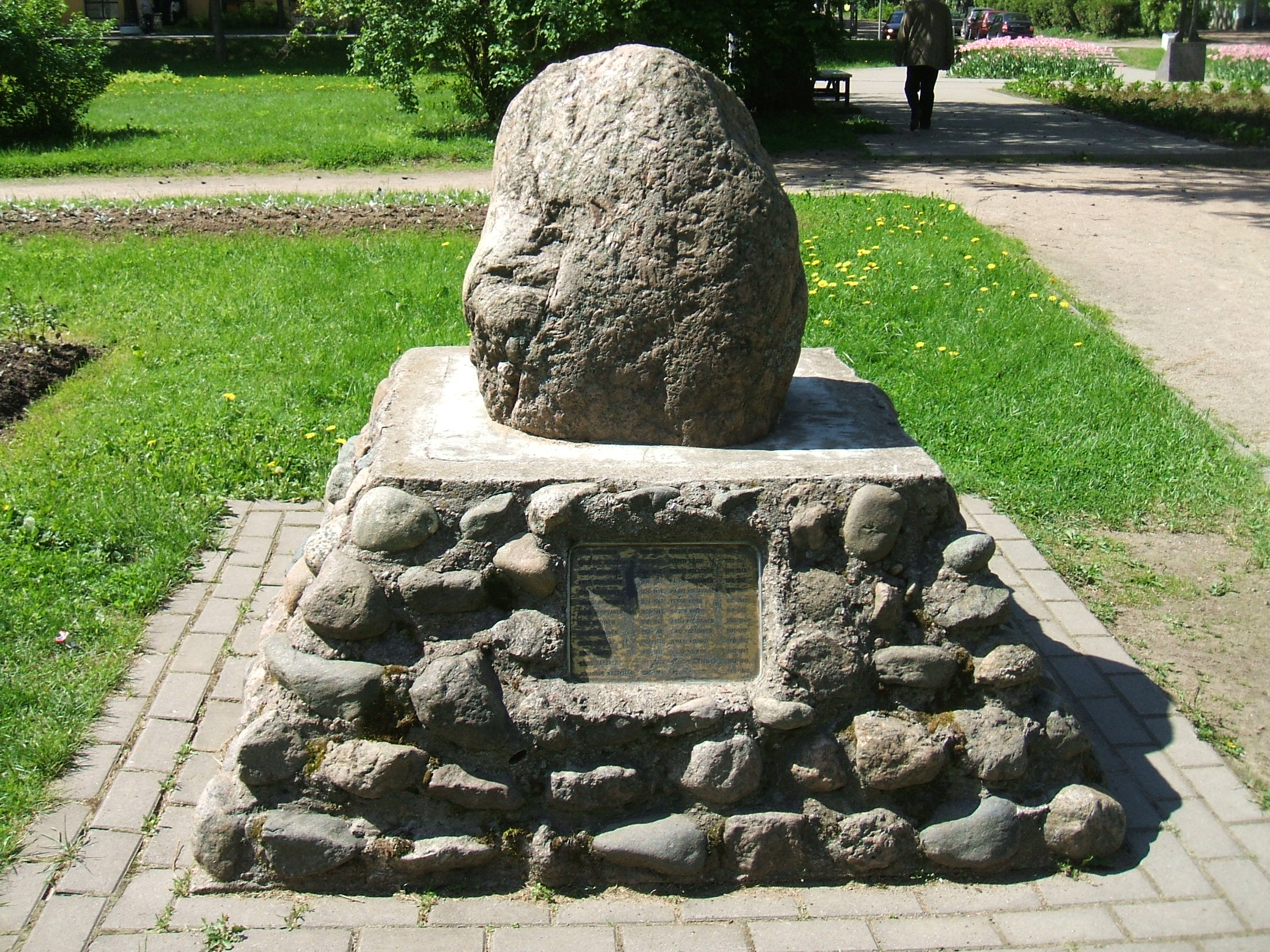
Памятник павшим

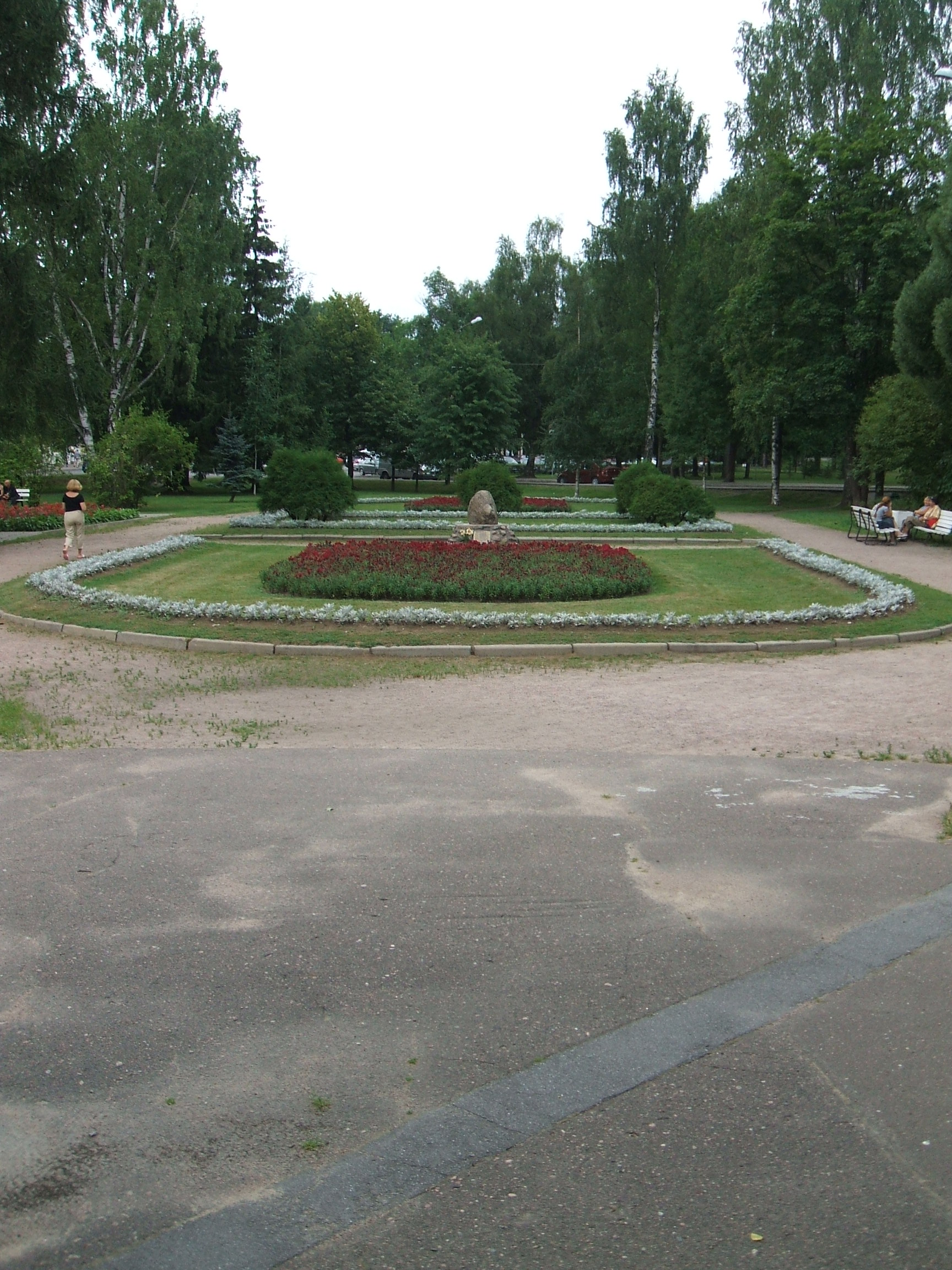
Захоронение павших

Поблизости от кирхи находится братская могила, в которой захоронены 75 финских военнослужащих-териокцев, погибших в 1939—1944 годах во время Второй мировой войны. На этом месте в 1993 году установлен «Памятник павшим» с их именами и датами жизни.

Имена павших
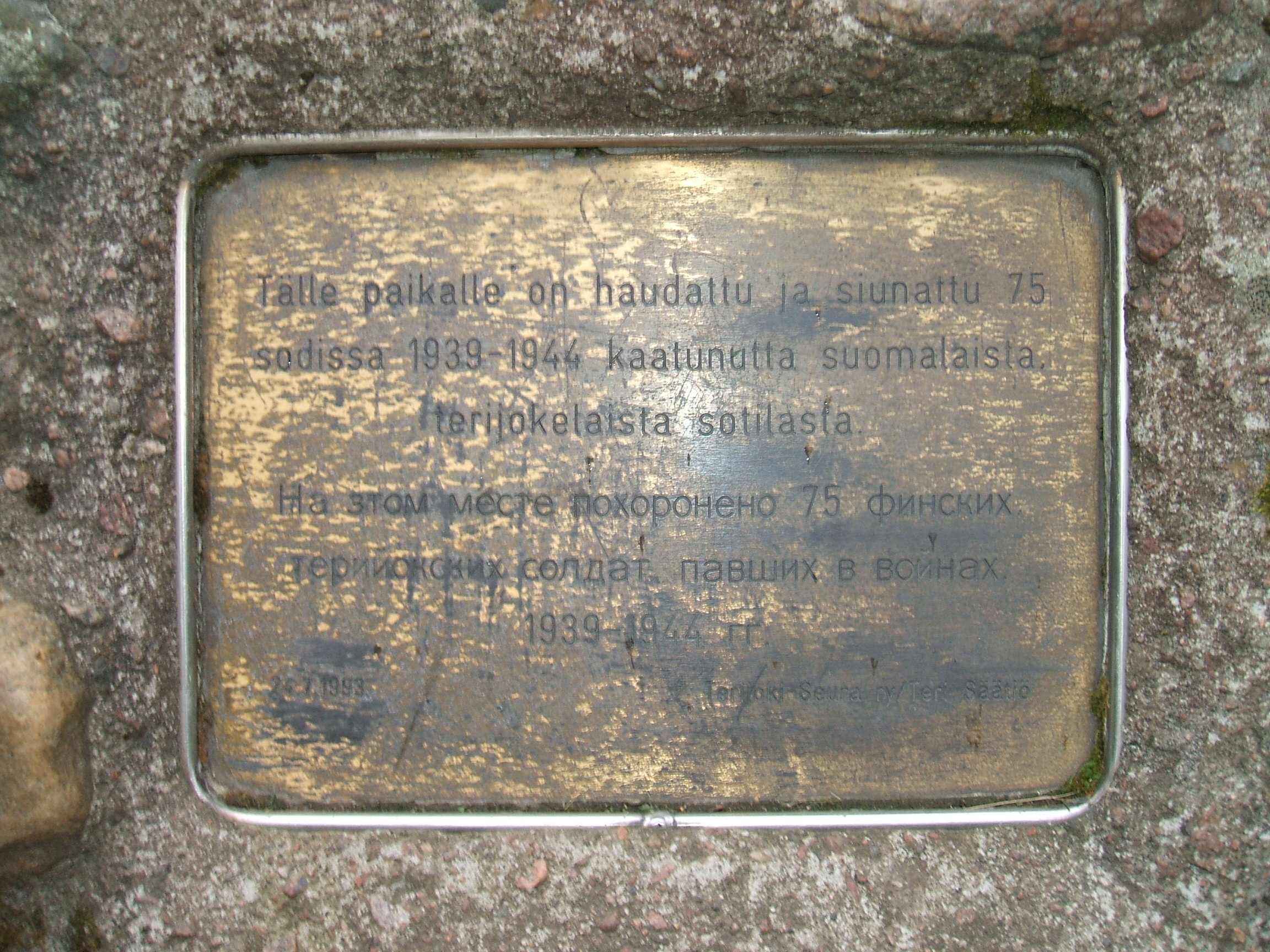
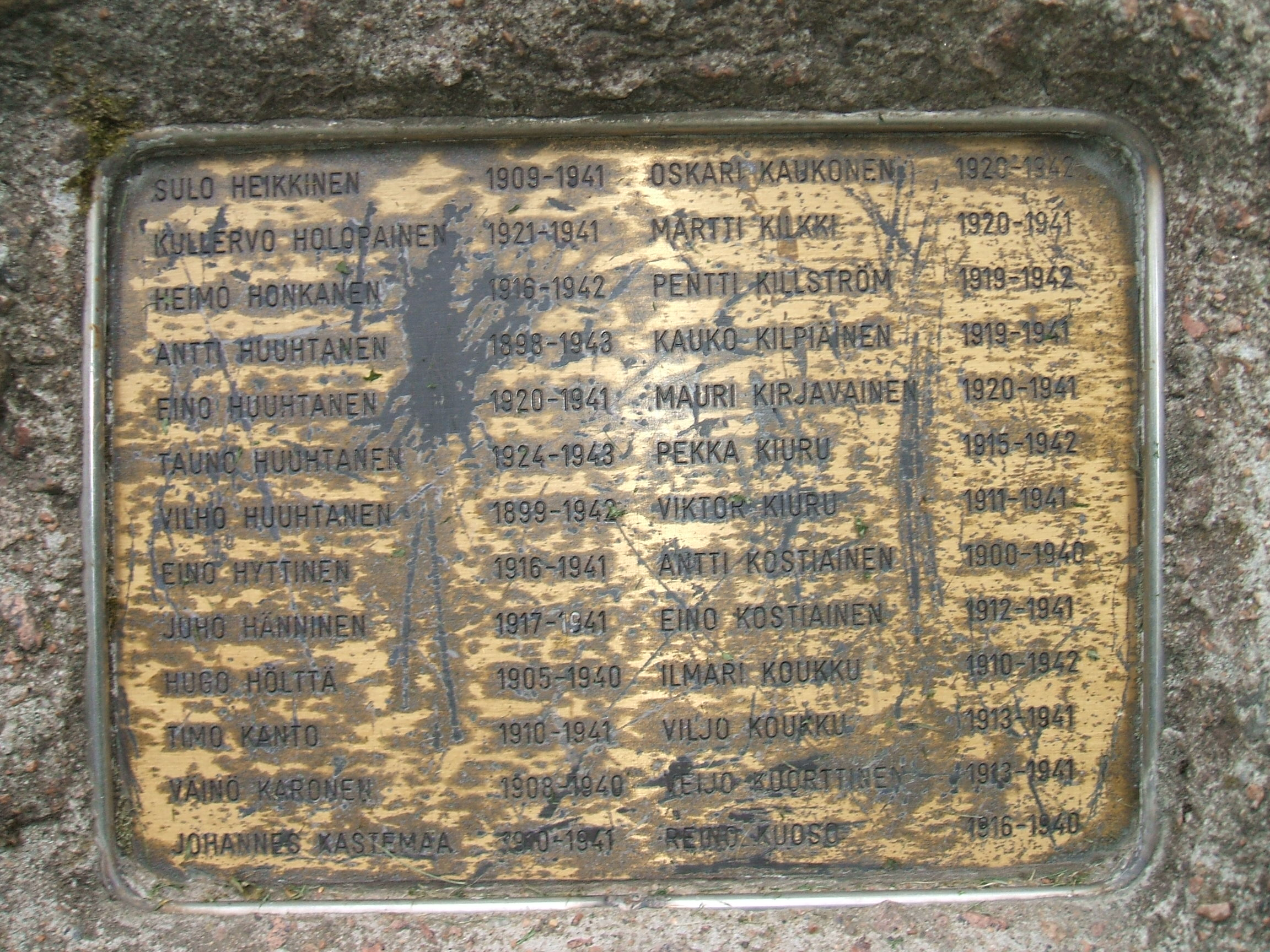
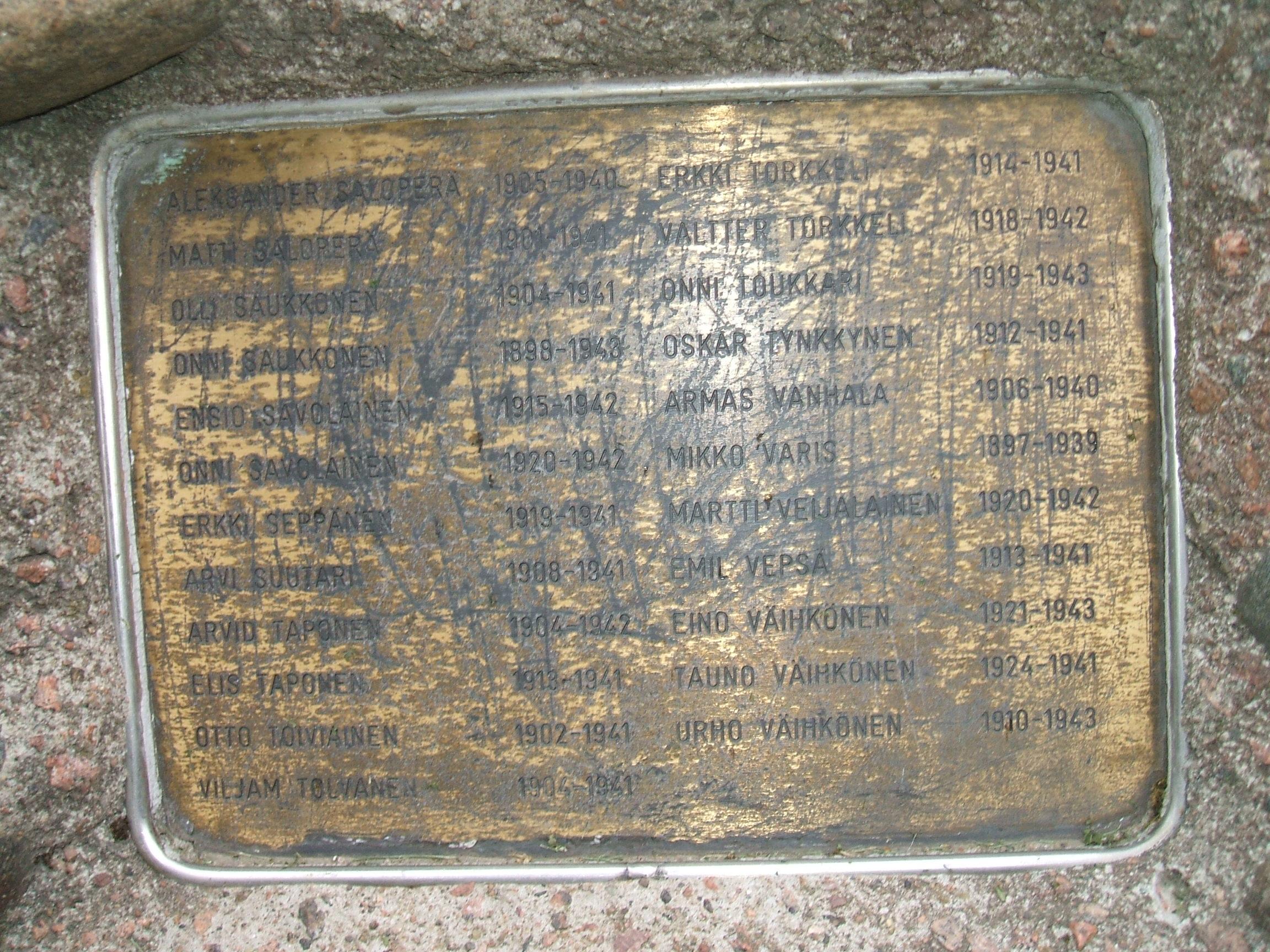
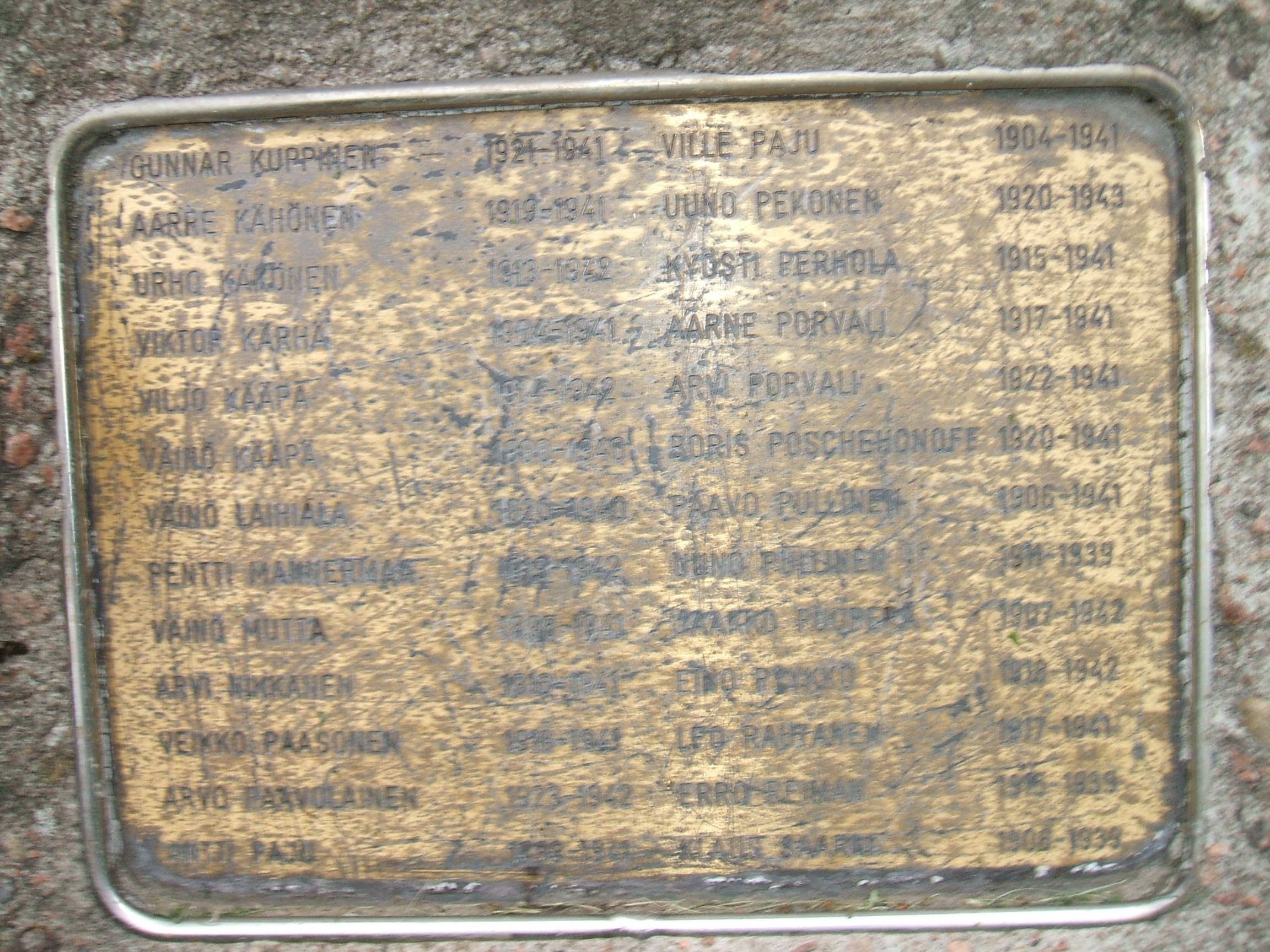